# Resolução 3314 da Assembleia Geral das Nações Unidas
A Resolução 3314 da Assembleia Geral das Nações Unidas define o termo "agressão". É uma resolução da Assembleia Geral das Nações Unidas de 1974.